# Drapeau et armoiries de Tequixquiac
Le drapeau et les armoiries de Tequixquiac, de municipalité à l'État mexicain de Mexico, sont ses emblèmes officiels de la commune et de la ville de Santiago Tequixquiac.

## Drapeau
Le drapeau du Tequixquiac est le drapeau local et le pavillon de la municipalité à l'État de Mexico. Ce drapeau tricolore est rectangulaire de proportions 4:7 à bandes verticales vert, blanc et bleu de même taille. En son centre, sur la bande blanche, figurent les armes de Tequixquiac. Il a été adopté le 31 janvier 2017.

### Composition et symbolisme

#### Couleurs
| Couleur | ● Vert  | ● Blanc | ● Bleu  |
| ------- | ------- | ------- | ------- |
| HTML    | #75B313 | #FFFFFF | #0087D1 |

### Histoire

Drapeau de la municipalité.

Le 25 juillet 2011, le premier drapeau de la municipalité est apparu à l'occasion de l'anniversaire de Saint Jacques le Majeur et été créé par Manuel Rodríguez Villegas, un groupe de citoyens de la commune; Ils ont présenté le symbole municipal sur la place principale de la ville de Santiago Tequixquiac. C'était le premier drapeau municipal de l'État du Mexico.
Le drapeau actuel a été adopté le 31 janvier 2017, mais le dessin global est utilisé depuis 2011. La loi actuelle sur les symboles communaux, qui réglemente l'utilisation du drapeau, est en vigueur depuis 2017.

### Drapeaux historiques

Drapeau de Tequixquiac (2011-2017)
Drapeau de Tequixquiac (2017)

## Armoiries

Armoiries de Tequixquiac.

Les armoiries de la ville de Tequixquiac, un symbole de la municipalité.
L'image d'un canal d'eau est représentée sur le bouclier Tequixquiac, avec de la tequesquite et deux volutes d'eau. Officiellement, le glyphe toponymique de la ville de Tequixquiac a été autorisé comme armoiries municipales, c'est le premier symbole que la commune acquiert, il a été stylisé et formalisé selon les directives du gouvernement de l'État (sans pigments et avec des lignes plus définies) pour être utilisé sur le papier à en-tête officiel et le sceau de tout document envoyé au sein de la commune, ce glyphe est aussi appelé écusson municipal, le chapitre 3 du Bando Municipal décrit les caractéristiques dudit emblème.
L'origine du mot Tequixquiac remonte à la période préhispanique, sa traduction dérive du nahuatl, elle signifie « Lieu des eaux tequixquiteuses » et vient de mots nahua ; Tequixquitl = Tequesquite, Atl = Eau et Co = En.

### Armoiries historiques

Glyph de la Immatriculation; Codex Mendocino, 1520-1530.
Glyph d'Ahuitzotl.
Armoiries de Tequixquiac, 2020.